# Ґабріель Война
Ґабріель, також Гаврило Война гербу Труби (? — 1 січня 1615) — державний діяч, дипломат Великого князівства Литовського та Речі Посполитої, секретар королівський, референдар світський i великий писар литовський (1585—1589), підканцлер литовський (1589—1615); староста мерецький, красносельський, пенянський, опеський.

## Життєпис
Гаврило походив з пінського боярського роду Войнів-Гричиновичів, був сином підкоморія пінського та каштеляна мстиславського Войни Матвійовича Гричини. Мав братів Семена, Григорія, Сокола, Бенедикта та Лавріна, а також, сестру Анну Войнянку, дружину воєводи полоцького Миколи Олехновича Монивида Дорогостайського.
Ґабріель Война брав участь у військових походах Стефана Баторія, відзначився при облозі Полоцька 1579 року. Пізніше був королівським секретарем, з лютого 1585 року став писарем великим литовським і референдарем світським. 18 травня цього ж року засвідчив грамоту Стефана Баторія, за якою православні звільнялися від прийняття нового календаря та надана їм свобода будувати та відновлювати храми й училища.

Гаврило Война брав участь у написанні Литовського статуту 1588 року. Нижче можна побачити фрагмент статуту, написаний ним: 
"А писаръ зԑмъский маєть по-рꙋскꙋ литерами и словы рꙋскими вси листы, выписы и позвы писати, а нԑ иншимъ єзыкомъ и словы; а присԑгнꙋти маєть на врѩдъ свои писарский тыми словы: «Я, н.[айме], присегаю панꙋ богꙋ":

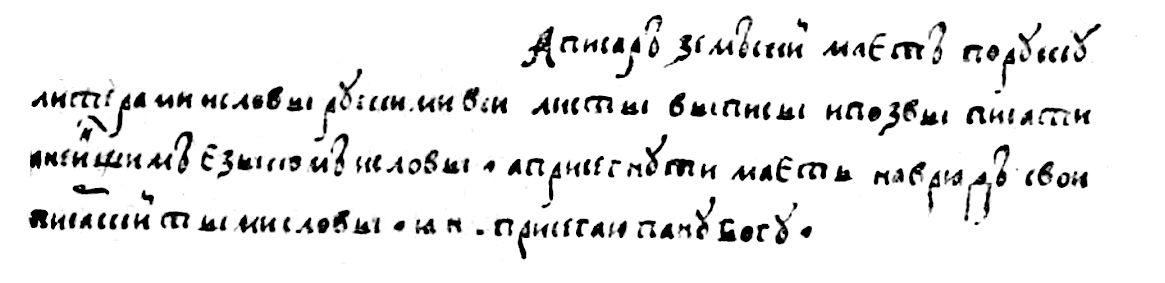

З квітня 1589 року обійняв посаду підканцлера литовського. Обирався послом на сейм 1590 року.
Разом із підляським воєводою Станіславом Радзімінським був великим послом короля та великого князя Сигізмунда III Вази до Московського царства у 1590—1591 роках. Посли 1 січня 1591 року уклали перемир'я на 12 років, виїхали назад 23 січня.
Влітку 1591 року підканцлер Война виїжджав до Ченстохови, ймовірно, у зв'язку з урочистостями з нагоди Успіння Пресвятої Богородиці. На той момент, очевидно, він уже перейшов до католицтва.
1601 року на чолі полку Война воював із шведами в Лівонії. Долучився до укладення миру зі Швецією. На початку XVII століття, натхненний попереднім успіхом, збудував у Меречі костел і фундував домініканський кляштор.
Помер Ґабріель Война 1 січня 1615 року.

Був одружений із Анною Куренецькою, мали 4 синів: Станіслава — був єзуїтом у Римі, Яна — був старостою опеським, Міхала — був старостою пенянським, і Стефана Зиґмунта; і 5 доньок: Ельжбету й Урсулу — монахинь, Анну Маґдалену — дружину лідcького маршалка Александра Халецького, четверту невідомого імені — дружину старости больніцького Пйотра П'ясецького, про п'яту інформація відсутня.

1. 
2. 
3. 
4. 
5. 
6. 
7. 
8. 
9. 
10. 
11. 
12. 
13. 
14. 

- Баравы Р. Б., Насевіч В. Л., Чарняўская Л. Л. Войны-Грычынавічы // Энцыклапедыя гісторыі Беларусі: Том 2. Бєліцк — Гімн / гал. рэд. Б. І. Сачанка. — Мінск: «Беларуская Энцыклапедыя» імя Петруся Броўкі, 1994. — с. 348.
- Пазднякоў В. Войны // Вялікае княства Літоўскае: Энцыклапедыя. У 3 т. / Рэдкал.: Г. П. Пашкоў (гал. рэд.) і інш.; маст. З. Э. Герасімовіч. — Мн.: Беларуская Энцыклапедыя, 2005. — Т. 1: Абаленскі — Кадэнцыя. — С. 461. — 688 с. — ISBN 985-11-0314-4 (т. 1), ISBN 985-11-0315-2.